# カゴ直利
カゴ 直利（かご なおとし）は、日本の漫画家。『日本の歴史』で名高い。

## 概要
京都府生まれ、愛知県名古屋市育ち。1935年陸軍補充兵として入営、その後肺浸潤となり帰郷。1945年3月報道班員として蒙古に赴任。
戦後、復員ののち独学で漫画家となり、1952年に上京し、貸本『猿飛佐助』が出世作となる。1967年からは集英社『日本の歴史』を執筆し、子供たちに広く親しまれた。1973年・1974年には、大河ドラマ『国盗り物語』『勝海舟』に合わせて学研の学習まんがを執筆、前者はドラマを離れて大坂の陣までを描き、いずれも独自の世界を築いた。
その後も日本の歴史ものを得意としたが、2013年7月逝去。カゴ自身は「学習まんが」という枠のため正当に、周囲から評価されていない（経歴は『陸軍補充兵よもやま物語』より）。
2015年、新潮新書の小谷野敦著『俺の日本史』の帯にカゴのイラストが使われた。

## 著作リスト
1952年
- 「少年ジャングル王」 鶴書房

1953年
- 「海底旅行」 集英社 (おもしろ漫画文庫)
- 「拳銃大平原」 鶴書房 (漫画文庫)
- 「魔境千里」 集英社 (おもしろ漫画文庫)

1954年
- 「笛吹童子」 北村寿夫原作 集英社 (おもしろ漫画文庫)
- 「宮本武蔵」 集英社 (おもしろ漫画文庫)

1955年
- 「紅孔雀」 北村寿夫 集英社 (おもしろ漫画文庫)
- 「オテナの塔」 北村寿夫 集英社 (おもしろ漫画文庫)
- 「天兵童子」 吉川英治原作 集英社 (おもしろ漫画文庫)

1956年
- 「秘密の魔笛」（講談社『少年クラブ』43巻8号付録、原作：玉川一郎）

1957年
- 「青い目のロバ」 ゼー・カバシビリ原作 集英社 (おもしろ漫画文庫)
- 「しっぽちゃん」（小学館『小学五年生』『小学六年生』）[3][4]

1958年
- てんぐ飛切丸 （小学館『小学五年生』1月号付録）[5]

1959年
- 「忍術百々地三太夫」 集英社 (おもしろ漫画文庫)

1960年
- 「エースくん」（小学館『小学四年生』6月号付録）[6]
- 「ピコタン物語」（小学館『小学四年生』7月号付録）[7]

1967年-1969年
- 「日本の歴史」1－18和歌森太郎監修 集英社

1973年
- 「国盗り!稲葉城」 樋口清之監修 学習研究社 (学研まんが歴史シリーズ)
- 「奇襲!桶狭間」 (学研まんが歴史シリーズ)
- 「逆襲!本能寺」 (学研まんが歴史シリーズ)
- 「決戦!関ケ原」 (学研まんが歴史シリーズ)
- 「風雲!大坂城」 (学研まんが歴史シリーズ)
- 「衝撃!黒船来航」 学習研究社 (学研まんが歴史シリーズ)

1974年
- 「壮挙!咸臨丸」 (学研まんが歴史シリーズ)
- 「血風!新選組」 (学研まんが歴史シリーズ)
- 「天変!大政奉還」 (学研まんが歴史シリーズ)
- 「暗雲!江戸城」 (学研まんが歴史シリーズ)

1976年
- 「関東の風雲児平将門」 岩崎書店 (岩崎まんがシリーズ)
- 「海賊大将軍藤原純友」 岩崎書店 (岩崎まんがシリーズ)

1980年
- 「獅子の如く」1 東京新聞出版局

1988年
- 「年表日本の歴史」 あかね書房

1989年
- 「まんが百人一首入門」 川村晃生監修 実業之日本社
- 「年表世界の歴史」 あかね書房

1990年
- 「人物日本の歴史 1 弥生～平安時代」 監修:平野英雄 あかね書房
- 「陸軍補充兵よもやま物語」 光人社

1991年
- 「日本の歴史人物事典」 渡辺幹雄監修 実業之日本社